# Legendary Rover Team
Legendary Rover Team – działa na Politechnice Rzeszowskiej im. Ignacego Łukasiewicza. Jest to grupa studentów skupiająca pasjonatów technologii, nauki o kosmosie oraz inżynierii mechanicznej, którzy wspólnie pracują nad projektowaniem, budową i testowaniem pojazdów na wzór prawdziwych łazików marsjańskich. Tworzone łaziki realizują określone zadania takie jak autonomiczna jazda, komunikacja z bazą, a nawet zbieranie próbek. Swoje zadania wykonują na międzynarodowych zawodach Rover Challenge, gdzie odwzorowują prawdziwe marsjańskie misje.

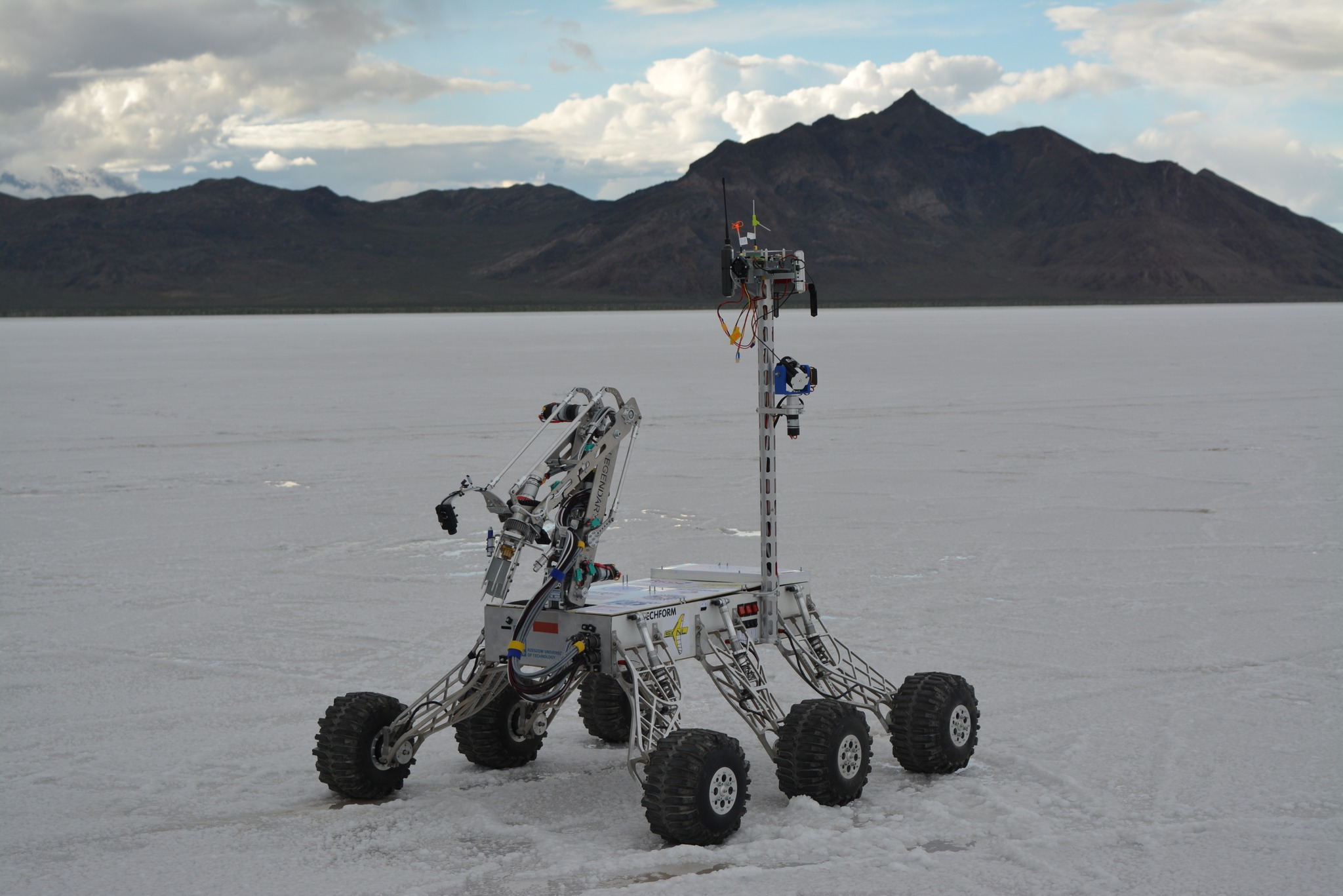
analog łazika marsjańskiego LRT

## Historia
Legendary Rover Team został założony w 2011 roku na Wydziale Budowy Maszyn i Lotnictwa z inicjatywy dwóch studentów. Od tamtej pory zespół stale się rozwija i zdobywa coraz większe uznanie wśród społeczności akademickiej oraz organizacji zajmujących się badaniami kosmicznymi.

## Cele i działalność
Legendary Rover Team realizuje projekt badawczy, którego celem jest budowa analogowego łazika marsjańskiego z myślą o udziale w międzynarodowych zawodach robotycznych. Działalność zespołu wykracza jednak poza samą konstrukcję pojazdu. Obejmuje również nieustanny rozwój, udział w konferencjach naukowych oraz rywalizację na arenie międzynarodowej, co służy zdobywaniu wiedzy i doświadczenia przez studentów. Łazik, inspirowany misjami marsjańskimi, analizuje skład chemiczny gruntu, bada atmosferę oraz testuje innowacyjne rozwiązania technologiczne wspierające pracę astronautów. Zespół aktywnie uczestniczy także w inicjatywach społecznych i edukacyjnych. Legendary Rover Team udowadnia, że pasja do technologii może iść w parze z zaangażowaniem społecznym oraz promocją polskiej nauki na świecie.

## Osiągnięcia
- W 2014 roku 
  - III. miejsce na University Rover Challenge z wynikiem 338 punktów.
- W 2015 roku 
  - I miejsce w University Rover Challenge z wynikiem 459,8 punktów.
- W 2016 roku 
  - I miejsce w University Rover Challenge z wynikiem 452.3 punktów.
- W 2017 roku 
  - w zawodach zorganizowane przez Polską Agencje Kosmiczną, łazik zdobył pierwsze miejsce.
- W 2018 
  - III miejsce Sumo Challenge w Łodzi.
- W 2019 roku 
  - IV. miejsce na Robtic Arena w kategorii freestyle.
- W 2021 roku
  - II na IRDC organizowanym przez Mars Society South Asia.
  - I miejsce w International Planetary Aerial Systems Challenge[2].
- W 2024 roku 
  - IV miejsce w ogólnej klasyfikacji Anatolian Rover Challenge, a także otrzymał wyróżnienie za najlepszy manipulator oraz najlepszego operatora[3].
- W 2025 roku 
  - IV miejsce w Australian Rover Challenge[4]
  - V miejsce w University Rover Challenge[5]
  - I miejsca w konkursie krajowej preselekcji do udziału w „Autonomus Robotic Experimental Systems (ARES) MAKEATHON
  - I miejsce oraz wyróżnienie za najlepszego operatora, najlepiej poprowadzoną misję science, najlepszy dobór materiałów oraz najlepsze radzenie sobie w trudnym terenie podczas Anatolian Rover Challenge[6]University Rover Challenge 2015

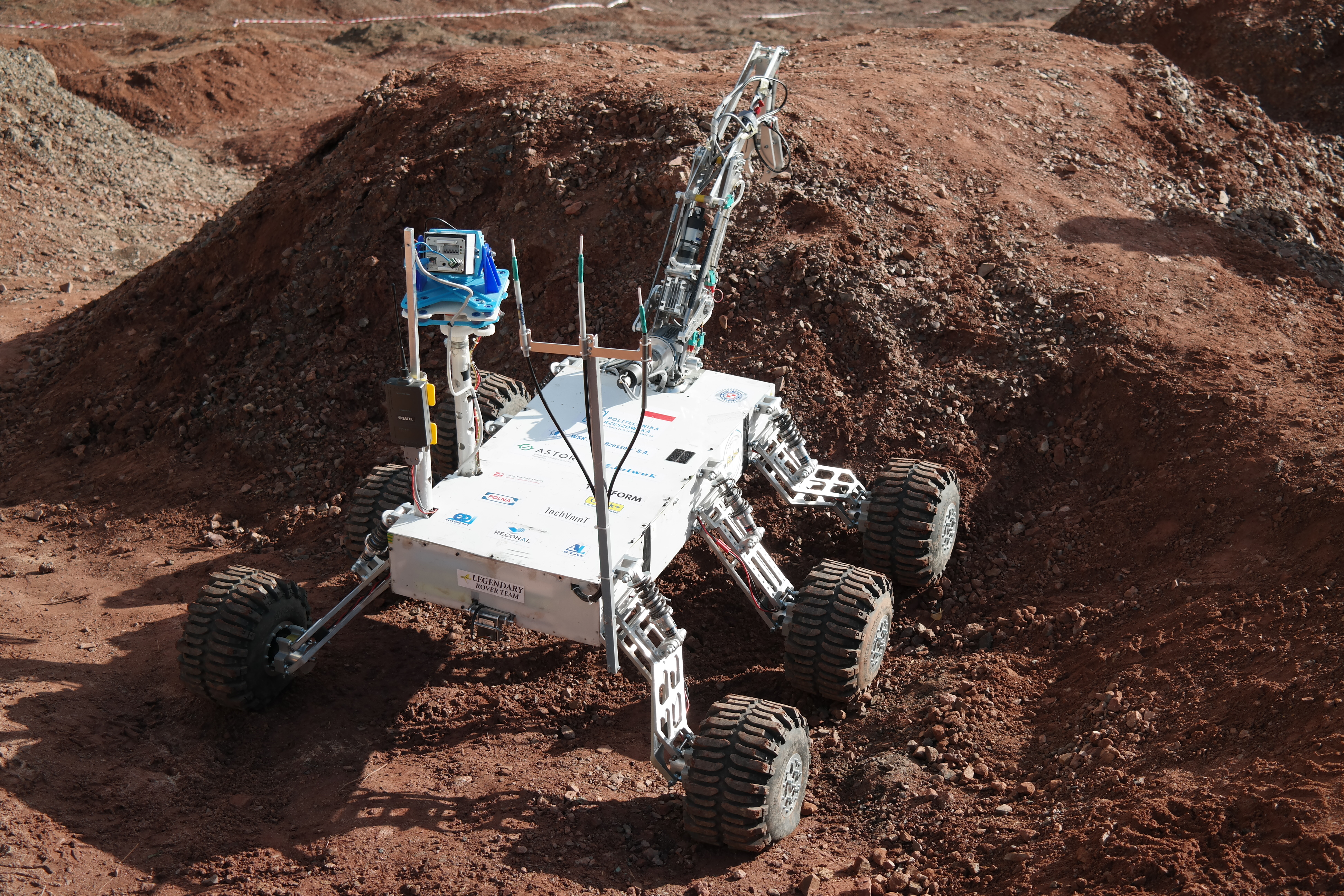
University Rover Challenge 2015

W pewnym stopniu dzięki zwycięstwu URC przez zespół Legendary w 2015 roku przyznano Polsce prawa do organizacji European Rover Challenge – europejskiej edycji University Rover Challenge w 2016 r.